# The Aquabats
The Aquabats es una banda punk pop y ska punk formada en Huntington Beach, California en 1994 por Christian "The MC Bat Commander" Jacobs y Chad "Crash McLarson" Larson. La banda es conocida por sus componentes, todos ellos disfrazados de superhéroes. Además, sus integrantes utilizan un apodo cada uno. Son famosos por sus constantes apariciones en el show infantil Yo Gabba Gabba! transmitido por el canal Nick Jr.

## Discografía

### Álbumes de estudio
| Año                                  | Detalles | Máximas posiciones en las listas | Máximas posiciones en las listas | Máximas posiciones en las listas | Máximas posiciones en las listas |
| Año                                  | Detalles | US                               | US Ind.                          | US Heat                          | US Rock                          |
| ------------------------------------ | --- | -------------------------------- | -------------------------------- | -------------------------------- | -------------------------------- |
| 1996                                 | The Return of The Aquabats - Lanzamiento: 26 de julio de 1996 - Discográfica: Horchata - Formato(s): CD, Casete                                                         | —                                | —                                | —                                | —                                |
| 1997                                 | The Fury of The Aquabats! - Lanzamiento: 28 de octubre de 1997 6 de abril de 2018 (relanzado) - Discográfica: Time Bomb Gloopy (relanzado) - Formato(s): CD, Casete, LP | 172                              | —                                | 12                               | —                                |
| 1999                                 | The Aquabats vs. the Floating Eye of Death! - Lanzamiento: 26 de octubre de 1999 - Discográfica: Goldenvoice - Format: CD, Casete                                       | —                                | —                                | 35                               | —                                |
| 2005                                 | Charge!! - Lanzamiento: 7 de junio de 2005 - Discográfica: Nitro - Formato(s): CD                                                                                       | —                                | 30                               | 21                               | —                                |
| 2011                                 | Hi-Five Soup! - Lanzamiento: 18 de enero de 2011 - Discográfica: Fearless - Formato(s): CD                                                                              | 181                              | 24                               | 5                                | 45                               |
| 2020                                 | Kooky Spooky...In Stereo - Lanzamiento: 21 de agosto de 2020 - Discográfica: Gloopy - Formato(s): CD, LP                                                                | —                                | —                                | —                                | —                                |
| "—" denota que no entró a esa lista. | |                                  |                                  |                                  |                                  |

## Integrantes

### Actualmente
- The MC Bat Commander (antes Caped Commander o The Bat Commander) (Christian Jacobs) - cantante (1994–presente)
- Eagle "Bones" Falconhawk (Ian Fowles) - guitarra, coros (2006–presente)
- Crash McLarson (Chad Larson) - bajo, coros (1994–presente)
- Jimmy the Robot (antes Jaime the Robot o simplemente "The Robot") (James Briggs) - teclados, saxofón, coros (1997–presente)
- Ricky Fitness (Richard Falomir) - batería, percusión, coros (2004–presente)

### En el pasado
- Nacho (Chad Parkin) - teclados (1994-1997)
- Roddy B. (Rod Arellano) - batería (1994-1997)
- Ben the Brain (Ben Bergeson) - guitarra (1994-1997)
- The Baron von Tito (Travis Barker) - batería, percusión (1997-1998)
- Catboy (Boyd Terry) - trompeta, coros (1994-2000)
- Doctor Rock - batería (1998-2000)
- Ultra Kyu/The Mysterious Kyu (Charles Gray) - guitarra, sintetizador, coros (1994-2000)
- Prince Adam (Adam Deibert) - trompeta, sintetizador, guitarra, coros, (1994-2005)
- Chainsaw the Prince of Karate (Courtney Pollock) - guitarra (1994-2006)